# Нижний Коаргычан
Нижний Коаргычан — река в России, протекает по Северо-Эвенскому району Магаданской области, правый приток Омолона. Длина — 47 км.
Название в переводе с эвенского Каргочан — «небольшие перекаты».
Берёт начало на высоте около 1000 м. Течёт на север. Устье реки находится на высоте 604 м в 936 км по правому берегу реки Омолон. Поселений на реке нет.
По данным государственного водного реестра России относится к Анадыро-Колымскому бассейновый округу. Код водного объекта 19010200112119000048626.